# Elecciones parlamentarias de Grecia de 1936
Las elecciones parlamentarias fueron realizadas en Grecia el 26 de enero de 1936. El Partido Liberal se convirtió en el partido con mayor cantidad de representantes en el Parlamente, obteniendo 126 de los 300 escaños.

## Resultados
| Partido                                    | Votos     | %    | Escaños | +/–   |
| ------------------------------------------ | --------- | ---- | ------- | ----- |
| Partido Liberal                            | 474.651   | 37.3 | 126     | +46   |
| Partido Popular Griego                     | 281.597   | 22.1 | 72      | –183  |
| Unión Radical General Popular              | 253.384   | 19.9 | 60      | +28   |
| Frente de Todas las Personas               | 73.411    | 5.8  | 15      | Nuevo |
| Coalición Democrática                      | 53.693    | 4.2  | 11      | Nuevo |
| Partido de los Librepensadores             | 50.137    | 3.9  | 7       | +1    |
| Partido de Reforma Nacional                | 17.822    | 1.4  | 4       | Nuevo |
| Antigua Unión Demócrata de Creta           | 13.762    | 1.1  | 3       | Nuevo |
| Partido Agrario Helénico                   | 13.006    | 1.0  | 1       | Nuevo |
| Partido Agrario Democrático                | 12.333    | 1.0  | 1       | Nuevo |
| Alianza de los Independientes              | 11.178    | 0.9  | 0       | Nuevo |
| Partido Unionista Nacional                 | 9.870     | 0.8  | 0       | Nuevo |
| Partido Anarcocomunista-Marxista de Grecia | 1.148     | 0.1  | 0       | Nuevo |
| Unión Nacional de Grecia                   | 505       | 0.0  | 0       | 0     |
| Frente Internacional Comunista             | 296       | 0.0  | 0       | Nuevo |
| Independientes                             | 7.203     | 0.6  | 0       | –6    |
| Votos en blanco/nulos                      | 4.083     | –    | –       | –     |
| Total                                      | 1.278.079 | 100  | 300     | 0     |
| Participación electoral                    | –         | –    |         |       |
| Fuente: Nohlen & Stöver                    |           |      |         |       |